# Wstążka św. Jerzego

Wstążka św. Jerzego

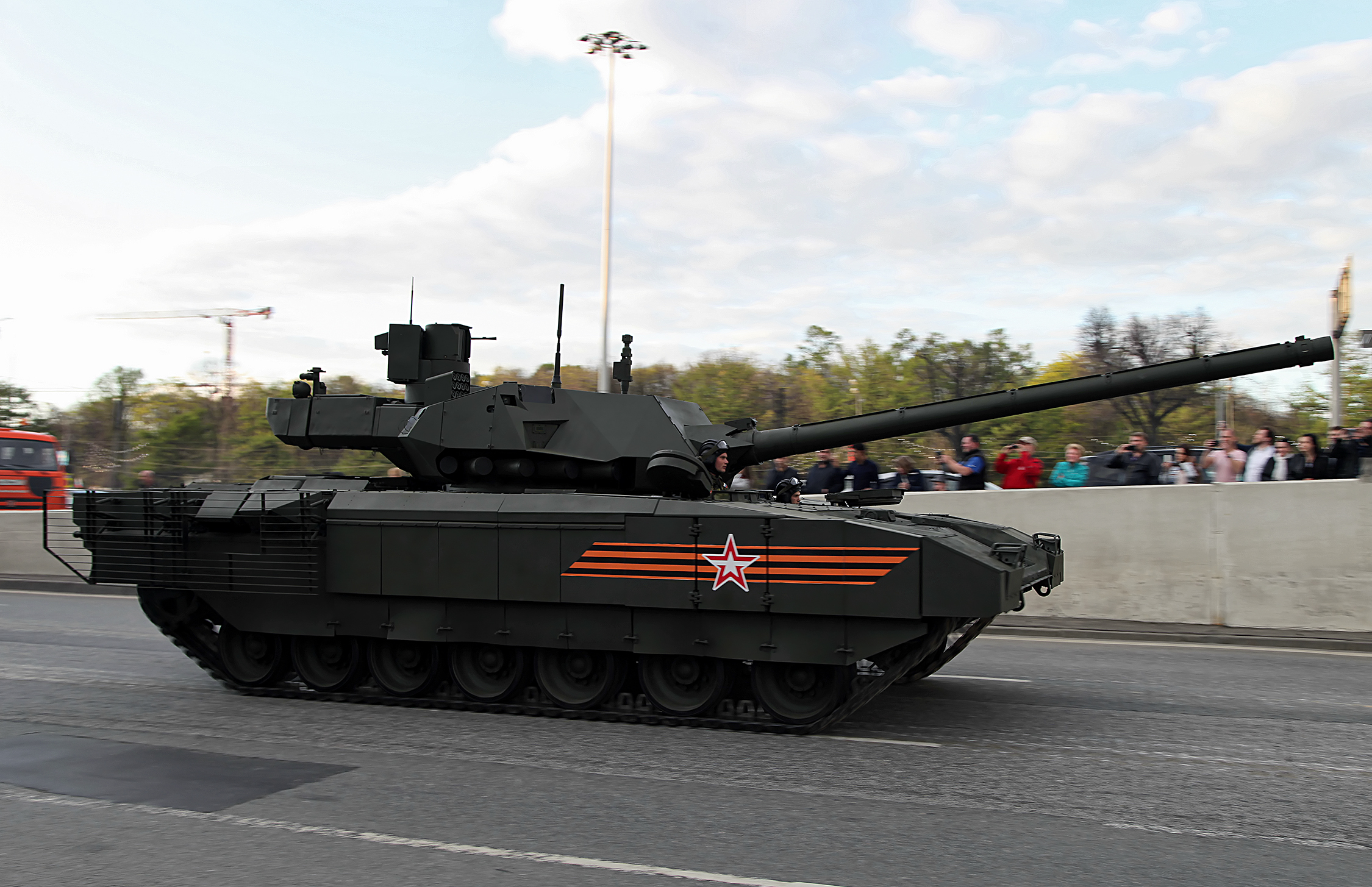
Wstążka św. Jerzego na rosyjskim czołgu T-14 na moskiewskiej defiladzie z okazji Dnia Zwycięstwa

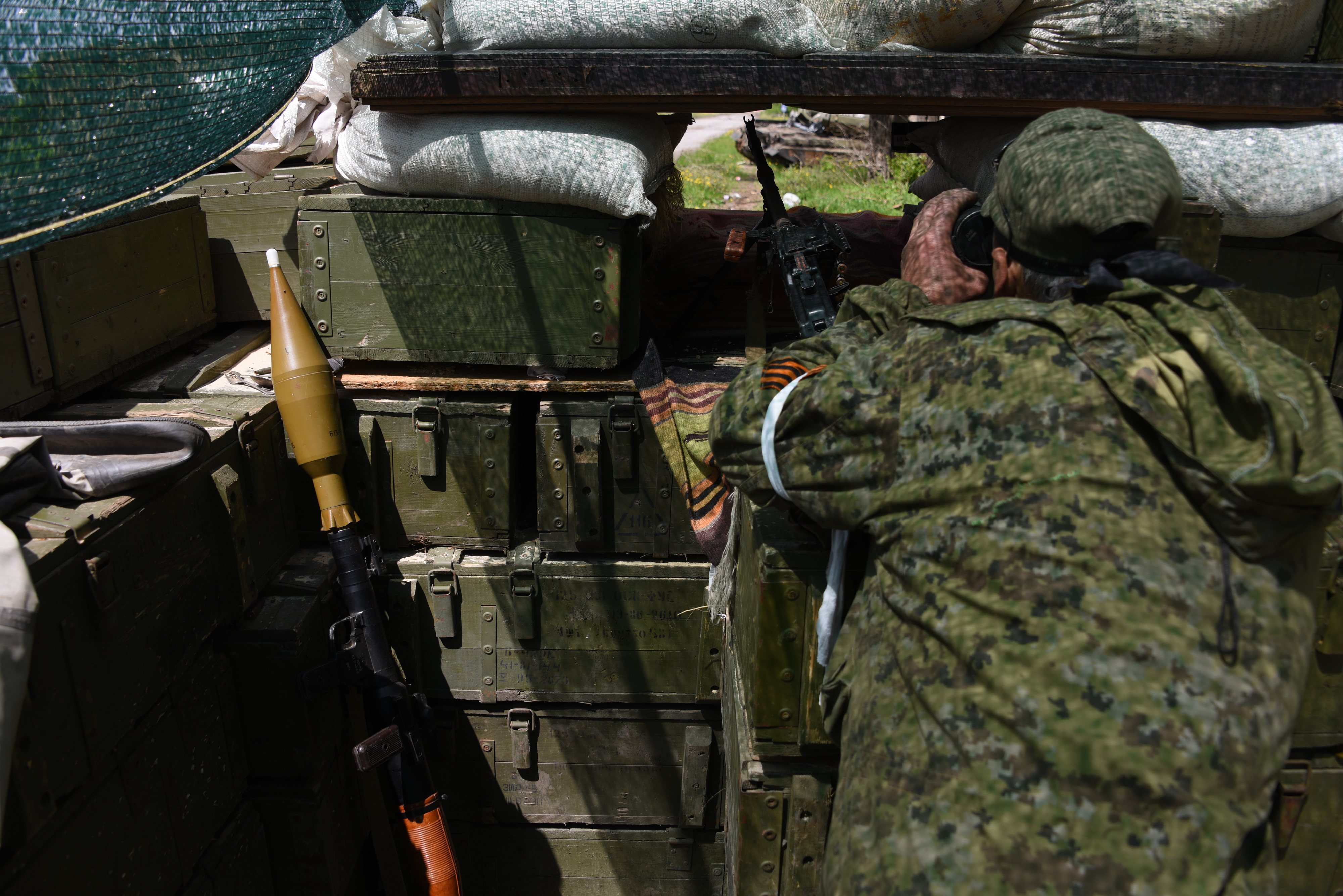
Prorosyjski separatysta w Donbasie ze wstążką św. Jerzego przyczepioną do munduru na lewym rękawie

Wstążka św. Jerzego (Георгиевская ленточка trb. Gieorgijewskaja lentoczka trl. Georgievskaâ lentočka) – społeczna akcja, mająca na celu upamiętnienie uczestników II wojny światowej w Dniu Zwycięstwa (9 maja). Akcja polega na noszeniu i umieszczaniu na widocznym miejscu symbolicznych wstążek. Symbol akcji jest miniaturową repliką tradycyjnej Wstęgi świętego Jerzego.
Według oficjalnego regulaminu akcja jest inicjatywą niekomercyjną i apolityczną. Jej celem jest stworzenie symbolu święta Dnia Zwycięstwa. Wstążka nie jest symbolem heraldycznym ani odznaczeniem, lecz wyrazem szacunku dla weteranów i hołdem dla poległych w boju. Może posiadać jeden lub dwa napisy: „www.9may.ru” oraz nazwę państwa, gdzie została wyprodukowana. Zabronione jest umieszczanie na niej innych napisów.

## Historia akcji
Akcja została zainicjowana przez agencję RIA Nowosti w roku 2005, w 60. rocznicę zakończenia II wojny światowej, i od tamtej pory odbywa się regularnie co roku. Wstążki rozprowadzane są bezpłatnie od 24 kwietnia do 12 maja, akcja finansowana jest z budżetu Federacji Rosyjskiej. W roku 2008 wstążki rozpowszechniono w ponad 30 krajach. W 2015 roku, w 70. rocznicę Dnia Zwycięstwa wypuszczono rekordową liczbę 10 mln metrów wstążki.
W czasie II wojny światowej kolory wstęgi św. Jerzego były wykorzystywane w Krzyżu św. Jerzego przyznawanym przez kolaboracyjny Rosyjski Korpus Ochronny, działający po stronie państw Osi.

## Kontrowersje
W parlamencie mołdawskim w czerwcu 2014 roku wniesiono projekt ustawy zakazującej noszenia wstążki św. Jerzego. W projekcie, nieprzestrzeganie zakazu jest zagrożone karą grzywny 200 dolarów. Projekt zakazu jest umotywowany tym, że „stosowanie tego symbolu wywołuje napięcia w społeczeństwie, zawierając w sobie określony poziom niebezpieczeństwa i nawoływanie o antynarodowym charakterze”. W preambule ustawy napisano, że „ostatnie wydarzenia na wschodzie Ukrainy jasno pokazują jakie jest rzeczywiste przeznaczenie wstążki. Duża część separatystów i stronników federalizacji Ukrainy uważa, że ich symbolem jest wstążka św. Jerzego. W ten sposób stała się ona symbolem separatyzmu i bezprawia, destabilizacji i setek ofiar separatystów. Na wschodzie Mołdawii również są ogniska separatyzmu, którym wojskowe i polityczne wsparcie okazuje Rosja. W tych warunkach, używanie wstążki św. Jerzego na terytorium Mołdawii w celach politycznych, społecznych i kulturalnych staje się zagrożeniem dla jedności terytorialnej Mołdawii”.
Na Ukrainie wstążka jest uważana za symbol rosyjskiego nacjonalizmu i separatyzmu. Ma o tym świadczyć noszenie wstążki przez prorosyjskich separatystów w Donbasie i na Krymie. Z powodu podobieństwa kolorów pasków wstążki do kolorów pancerza stonki ziemniaczanej, znanej w języku ukraińskim jako „żuk Kolorado” używa się niekiedy pejoratywnego określenia „kolorady”
W Gruzji wstążki św. Jerzego również są uznawane za symbol nacjonalizmu rosyjskiego. Przyjeżdżający do Gruzji rosyjscy turyści są pozbawiani wstążek z ich samochodów i motocykli.